# 안딩구 (딩시시)

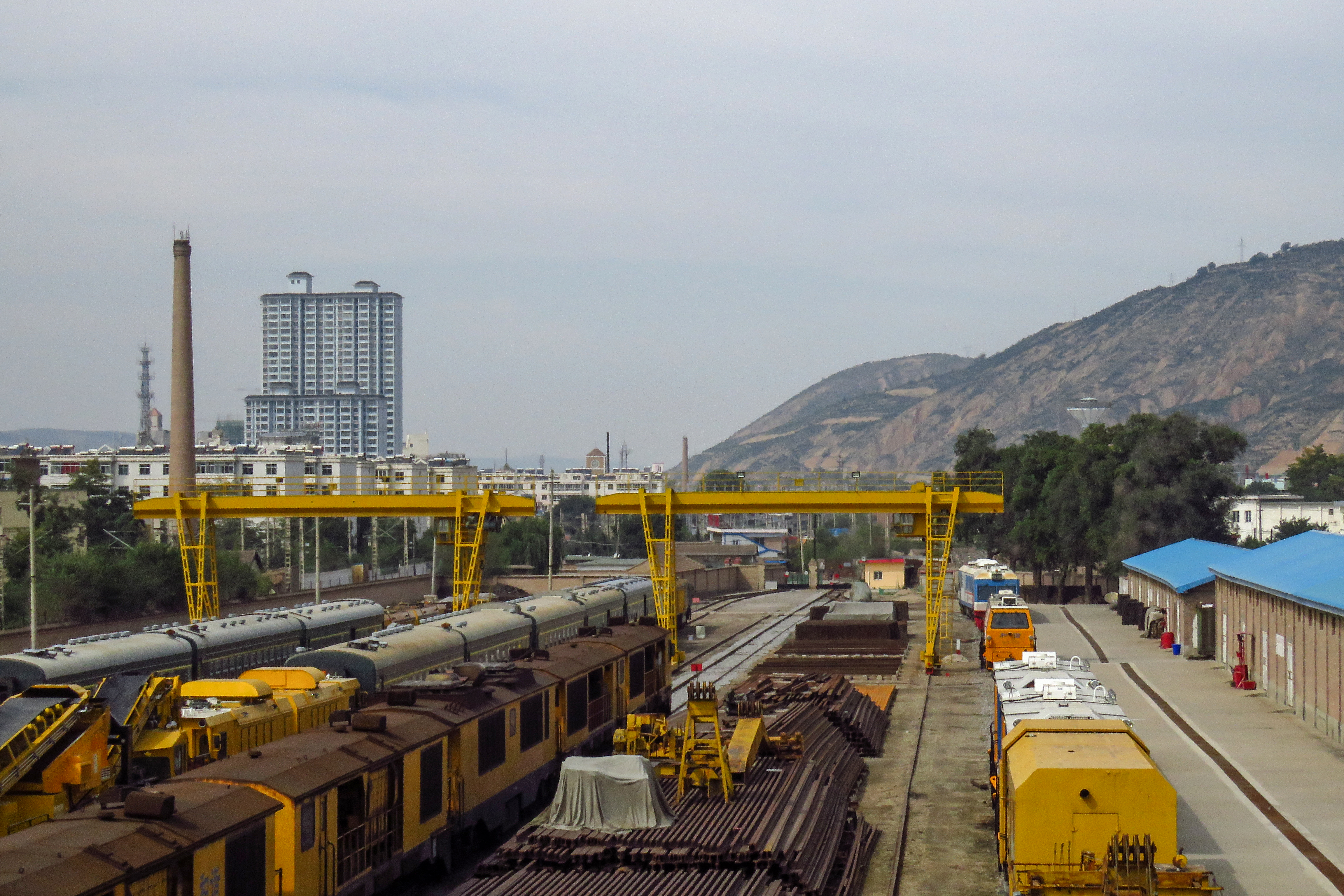

안딩구(한국어: 안정구, 중국어: 安定区, 병음: Āndìng Qū)는 중화인민공화국 간쑤성 딩시 시의 현급 행정구역이다. 넓이는 3,638km2이고, 인구는 2007년 기준으로 470,000명이다.

## 행정 구역
2개 가도, 12개 진, 7개 향을 관할한다.
- 가도변사소: 中华路街道, 永定路街道.
- 진: 凤翔镇, 内官镇, 馋口镇, 称钩驿镇, 鲁家沟镇, 西巩驿镇, 宁远镇, 李家堡镇, 团结镇, 香泉回族镇, 符家川镇, 葛家岔镇.
- 향: 白碌乡, 石峡湾乡, 新集乡, 青岚山乡, 高峰乡, 石泉乡, 杏园乡.